# Sao Mão

Bản đồ sao Mão.

Sao Mão (tiếng Trung: 昴宿, bính âm: Mǎo Xiù) hay Mão Nhật Kê (昴日雞) là một trong nhị thập bát tú của chòm sao Trung Quốc cổ đại. Nó là một trong bảy chòm sao phương tây của Bạch Hổ.
Cụm sao này tương đương với Tua Rua.

## Mảng sao
| Tên Hán-Việt | Tên Trung | Chòm sao                  | Số sao | Tượng trưng cho                                                                                         |
| ------------ | --------- | ------------------------- | ------ | --- |
| Mão          | 昴        | Kim Ngưu/Tua Rua          | 7      | Đầu có lông/bờm                                                                                         |
| Thiên Hà     | 天河      | Bạch Dương                | 1      | Sông trên trời                                                                                          |
| Nguyệt       | 月        | Kim Ngưu                  | 1      | Tinh khí của Mặt Trăng                                                                                  |
| Thiên Âm     | 天陰      | Bạch Dương/Kim Ngưu       | 5      | Lực lượng hắc ám trên trời hoặc mặt tối tăm u ám ở phía bắc của núi, hoặc quan viên đi theo vua đi săn. |
| Sô Hao       | 芻蒿      | Kình Ngư                  | 6      | Rơm cỏ làm thức ăn cho trâu bò ngựa.                                                                    |
| Thiên Uyển   | 天苑      | Kình Ngư/Ba Giang         | 16     | Bãi chăn thả của hoàng gia.                                                                             |
| Quyển Thiệt  | 卷舌      | Anh Tiên                  | 6      | Hình dạng tựa như đầu lưỡi uốn cong.                                                                    |
| Thiên Sàm    | 天讒      | Anh Tiên                  | 1      | Lưỡi uốn cong nói lời vu khống, phỉ báng.                                                               |
| Lệ Thạch     | 礪石      | Tiên Nữ/Anh Tiên/Kim Ngưu | 4      | Đá mài dao.                                                                                             |